# 冯屯站
冯屯站位于黑龙江省富裕县塔哈镇冯屯村，是齐北铁路上的铁路车站。车站随齐克铁路建于1928年，1930年通车，1931年1月正式运营。车站设有5条到发线，隶属中国铁路哈尔滨局集团齐齐哈尔车务段，办理客货运业务。
车站为富裕县第一砂石厂办理砂石到发，曾为车站主要的发送货物。2012年车站由四等站升为二等站。此外还设有通往哈铁石化、黑龙江公路局沥青储运站的专用线。2016年6月28日，车站上下行区间实现复线化，同时车站重建站台及站房设施。2020年修建通往富裕县益海嘉里产业园的专用线。